# La 22
La 22 es el tercer álbum de estudio de la banda colombiana 1280 Almas, publicado en 1996 el segundo bajo el sello BMG Ariola y el primero en ser lanzado a nivel internacional en la colección Colección Culebra Continental para México y Argentina.
Este disco se aleja del sonido crudo y directo de los primeros dos larga duración, mostrando canciones más largas, más elaboradas, experimentales con mayor presencia de instrumentos de percusión latina y elementos electrónicos; sería también el último álbum en el que participa su baterista original Pablo Kalmanovitz.

## Lanzamiento y recepción
Tras la primera experiencia con el sello internacional que los amparaba, el grupo inicia una intensa jornada de conciertos en las principales ciudades del país incluidas dos presentaciones en el Rock al Parque, la última de ellas como cierre del evento ante 40 000 personas (18 y 20 de mayo) además de un par de conciertos con los mexicanos Fobia (29 y 30 de mayo) en Bogotá y Medellín más una presentación en la ciudad de Ibagué. Finalmente el 27 de julio de 1996 se realizaria el lanzamiento oficial en la Concha Acústica del Parque de la Independencia registrando una importante asistencia de sus seguidores, si bien este trabajo se difundió al margen de los grandes medios, recibió muy buenos comentarios por parte de la prensa.  En 1997 el sello Culebra decide lanzar el álbum "La 22" en México y Argentina, bajo la serie Culebra continental.

## Contenido
La 22 es uno de los álbumes más reconocidos y populares del grupo, varias de las canciones que se incluyeron en el disco hoy son clásicos y figuran de manera permanente en el repertorio de la banda desde hace más de 20 años, de este álbum lograrían una amplia difusión radial la alegre canción "Marinero" y el tema "Platanal", el cual describía los rigores del conflicto armado en la región del Urabá. aparecen también los videoclips de "El Platanal", "Ven con las almas" y "Marinero"; además canciones como Por Ti, Dulce Juana y La 22 lograron una importante aceptación por los fanes del grupo.

## Lista de temas
| La 22 |                                                                             |              |          |  |
| N.º   | Título                                                                      | Escritor(es) | Duración |  |
| 1.    | «Ectoplasma»                                                                |              | 3:06     |  |
| 2.    | «Por Ti»                                                                    |              | 3:35     |  |
| 3.    | «El Olivar»                                                                 |              | 2:43     |  |
| 4.    | «Cruz De Batalla»                                                           |              | 3:26     |  |
| 5.    | «Ya Verás Que Sí»                                                           |              | 2:54     |  |
| 6.    | «Para No Llorar»                                                            |              | 2:22     |  |
| 7.    | «Ven Con Las Almas»                                                         |              | 2:03     |  |
| 8.    | «Calles Vacías»                                                             |              | 2:09     |  |
| 9.    | «Dulce Juana» (Versión libre de Sweet Jane de The Velvet Underground)       | Lou Reed     | 3:47     |  |
| 10.   | «Espíritu Burlón» (Versión libre de "Diablo")                               | Tito Cortes  | 3:14     |  |
| 11.   | «La 22»                                                                     |              | 3:25     |  |
| 12.   | «Marinero» (Contiene Sample de "Marinero, Marinero" de la Sonora Matancera) |              | 3:14     |  |
| 13.   | «El Platanal»                                                               |              | 3:09     |  |
| 14.   | «Pop 12-80» (Contiene en un smmple tomado de la emisora 1280 AM)            |              | 1:32     |  |
| 15.   | «Negrita»                                                                   |              | 3:06     |  |
| 16.   | «Recogiendo Voy»                                                            |              | 3:34     |  |
| 17.   | «906 (Yadira)»                                                              |              | 2:57     |  |
| 18.   | «En La Calle Hay Frío»                                                      |              | 1:21     |  |
| 19.   | «Viene La Banda»                                                            |              | 0:56     |  |
| 52:33 |                                                                             |              |          |  |

## Músicos
- Fernando del Castillo - voz.
- Leonardo López - percusión latina.
- Juan Carlos Rojas - bajo.
- Hernando Sierra - guitarra.
- Pablo Kalmanovitz - batería.